# Insigne van de Verwonde Militairen
Het Insigne van de Verwonde Militairen (Frans: "L’insigne des blessés militaires") is een Franse onderscheiding voor gewonde militairen, tegelijk is het geen Franse militaire onderscheiding. Deze onderscheiding werd op 11 december 1916 op initiatief van de schrijver Maurice Barrès bij wet ingesteld.
Het ging bij de officiële onderscheiding alleen om een baton, een rechthoekig strookje lint, met daarop een kleine vijfpuntige rode ster. De veteranen waren daarmee niet tevreden. Zij lieten zelf onderscheidingen maken. Daarbij kozen zij voor grote rode sterren, meestal met een lauwerkrans of krans van eikenblad om de ster, die aan een lint op de linkerborst werden gedragen. Militairen die dat deden overtraden de regels, maar er werd niet tegen opgetreden. Op het lint werden voor de opeenvolgende keren dat men in de strijd gewond raakte meerdere rode sterren aangebracht.
De reglementen van Franse onderscheidingen schreven voor dat de rode ster voor een opgelopen verwonding op het lint van 
de in 1920 ingestelde Herinneringsmedaille aan de Oorlog 1914-1918 moest worden aangebracht, maar veel van de veteranen waren op hun grote rode ster gesteld en negeerden dit voorschrift. Na de Tweede Wereldoorlog werd voorgeschreven dat de kleine rode ster op het lint van de herinneringsmedailles voor die oorlog moest worden gedragen. De veteranen bleven ook toen vasthouden aan hun grote rode sterren. Sinds 1995 is er de Franse Herinneringsmedaille en moet de kleine rode ster op dat lint worden gedragen.
De anders zo strenge Kanselier van het Legioen van Eer tolereert het dragen van het Insigne van de Verwonde Militairen en het is zelfs te koop bij de Munt in Parijs waar het insigne samen met de andere Franse onderscheidingen wordt verkocht en waar de Franse onderscheidingen vaak worden vervaardigd.
De eerste dragers waren de veteranen van de Eerste Wereldoorlog maar ook militairen, burgers en verzetslieden die in latere conflicten zoals de Tweede Wereldoorlog, de Herinneringsmedaille aan de Campagne in Indochina en de Algerijnse Oorlog verwond werden zijn het Insigne van de Verwonde Militairen gaan dragen.
| Niet officieel Insigne (Oud model) | Officieel Insigne (Recent model) | Médaille commémorative de l'Indochine (Met het Insigne van de Verwonde Militairen) |
| ---------------------------------- | -------------------------------- | ---------------------------------------------------------------------------------- |
|                                    |                                  |                                                                                    |

## Het insigne
Officieel is het insigne niet meer dan een kleine vijfpuntige rood geëmailleerde ster op een veelkleurig lint. 
De kleuren van het lint zijn als volgt: een 3 millimeter brede rode middenstreep met aan weerszijden een 1 millimeter brede witte, een 4 millimeter brede gele, een 2 millimeter brede witte, een 3 millimeter brede blauwe, een 2 millimeter brede witte, een 5 millimeter brede blauwe streep en een 1 millimeter brede witte bies. Voor iedere verwonding mocht op dat lint een rode ster worden aangebracht.
Deze sterren mochten in 1920 op het lint van de Herinneringsmedaille aan de Oorlog 1914-1918 worden overgebracht. Na latere conflicten mochten de kleine sterren, de werkelijke officiële insignes, op andere linten worden gedragen.
Militairen mogen de ster na opgelopen verwondingen in de strijd, verwondingen aangebracht door toedoen van de vijand of tijdens het handhaven van de openbare orde dragen. Burgers komen voor de ster in aanmerking wanneer zij als geïnterneerden,  gedeporteerden of krijgsgevangenen verwondingen (ceux "blessés au cours de leur détention") opliepen.
Vlak na de Eerste Wereldoorlog waren verschillende modellen van de niet-officiële grote rode ster in de handel. Zij hadden gemeen dat zij aan een lint in de voor het gewondeninsigne ingestelde kleuren werden gedragen. Op dat lint werden een of meerdere kleine rode sterren gedragen. Alle niet-officiële gewondeninsignes zijn grote roodgeëmailleerde vijfpuntige sterren, vaak met guillocheerwerk onder het doorzichtige rode emaille, met om de ster een krans van lauweren of eikenblad.
Officieel moet de kleine rode ster op een zilverkleurige gesp gemonteerd, op de baton worden gedragen.
Franse websites over onderscheidingen benadrukken dat over de status van het insigne aan een lint nog wordt gediscussieerd.